# Liste von Bergwerken im Landkreis Mayen-Koblenz

Kommunen im Landkreis Mayen-Koblenz.

Die Liste von Bergwerken im Landkreis Mayen-Koblenz umfasst Bergwerke im Landkreis Mayen-Koblenz, Rheinland-Pfalz. Der Bergbau in der Eifel ist seit der Eisenzeit belegt.

## Liste

### Kreisangehörige Stadt Andernach
| Name     | Ortsteil | Bergrevier | Beginn     | Ende | Teufe | Anmerkungen                                                                                        | Lage | Bild |
| -------- | -------- | ---------- | ---------- | ---- | ----- | -------------------------------------------------------------------------------------------------- | ---- | ---- |
| Bismarck | Namedy   | Coblenz    | 1883 (vor) |      |       | Kupfer, Schwefelkies; nur Schurf                                                                   |      |      |
| Glückauf | Namedy   | Coblenz    | 1883 (vor) |      |       | Kupfer, Blei, Zink                                                                                 |      |      |
| Helpetal | Namedy   | Coblenz    | 1883 (vor) |      |       | Blei, Zink                                                                                         |      |      |
| Jung IV  | Kell     | Coblenz    | 1883 (vor) |      |       | Mangan; in der Nähe von Kell am Laacher See (wo der Weg zur Kreiyermühle hinabführt); kein Betrieb |      |      |

### Kreisangehörige Stadt Bendorf
| Name   | Ortsteil | Bergrevier    | Beginn  | Ende | Teufe   | Anmerkungen                                                                 | Lage | Bild |
| ------ | -------- | ------------- | ------- | ---- | ------- | --------------------------------------------------------------------------- | ---- | ---- |
| Loh    | Bendorf  | Hamm (Sieg) ? | 1776/78 |      |         | Eisen ?                                                                     | ⊙    |      |
| Werner | Bendorf  | Hamm (Sieg) ? | 1731    | 1915 | > 400 m | Eisen; ehemals Vierwinden genannt; Stollen; Schacht; 1890 ca. 250 Bergleute | ⊙    |      |

### Kreisangehörige Stadt Mayen
| Name          | Ortsteil   | Bergrevier | Beginn     | Ende | Teufe | Anmerkungen                                                                      | Lage | Bild |
| ------------- | ---------- | ---------- | ---------- | ---- | ----- | -------------------------------------------------------------------------------- | ---- | ---- |
| Anna          | Mayen?     | Coblenz    | 1883 (vor) |      |       | Schiefer; südlich von Mayen (evtl. bereits Polch)                                |      |      |
| Back          | Mayen?     | Coblenz    | 1883 (vor) |      |       | Schiefer; südlich von Mayen (evtl. bereits Polch)                                |      |      |
| Backeberg     | Mayen?     | Coblenz    | 1883 (vor) |      |       | Schiefer; südlich von Mayen (evtl. bereits Polch)                                |      |      |
| Bann          | Mayen?     | Coblenz    | 1883 (vor) |      |       | Schiefer; südlich von Mayen (evtl. bereits Polch)                                |      |      |
| Barbara I-II  | Mayen?     | Coblenz    | 1883 (vor) |      |       | Schiefer; südlich von Mayen (evtl. bereits Polch)                                |      |      |
| Bickert       | Mayen?     | Coblenz    | 1883 (vor) |      |       | Schiefer; südlich von Mayen (evtl. bereits Polch)                                |      |      |
| Flecktheuer   | Mayen?     | Coblenz    | 1883 (vor) |      |       | Schiefer; südlich von Mayen (evtl. bereits Polch)                                |      |      |
| Georg         | Mayen?     | Coblenz    | 1883 (vor) |      |       | Schiefer; südlich von Mayen (evtl. bereits Polch)                                |      |      |
| Glückauf      | Mayen      | Coblenz    | 1883 (vor) |      |       | Schiefer; zu Katzenberg; durchschnittlich 48 Belegschaftsmitarbeiter             | Lage |      |
| Hasenloch     | Hausen     | Coblenz    | 1883 (vor) |      | 48 m  | Schiefer; durchschnittlich 48 Belegschaftsmitarbeiter                            |      |      |
| Helene        | Mayen?     | Coblenz    | 1883 (vor) |      |       | Schiefer; südlich von Mayen (evtl. bereits Polch)                                |      |      |
| In der Hölle  | Mayen?     | Coblenz    | 1883 (vor) |      |       | Schiefer; südlich von Mayen (evtl. bereits Polch)                                |      |      |
| Johann        | Kürrenberg | Coblenz    |            |      |       | Blei, Zink                                                                       |      |      |
| Katzenberg    | Mayen      | Coblenz    | 1362 (vor) | 2019 | 400 m | Schiefer; 1870 Maschinenschacht#; 1959 Neuer Hauptförderschacht; Glückaufschacht | Lage |      |
| Magdalena     | Mayen?     | Coblenz    | 1883 (vor) |      |       | Schiefer; südlich von Mayen (evtl. bereits Polch)                                |      |      |
| Maria         | Mayen?     | Coblenz    | 1883 (vor) |      |       | Schiefer; südlich von Mayen (evtl. bereits Polch)                                |      |      |
| Morgenstern   | Mayen?     | Coblenz    | 1883 (vor) |      |       | Schiefer; südlich von Mayen (evtl. bereits Polch)                                |      |      |
| Paradies      | Mayen?     | Coblenz    | 1883 (vor) |      |       | Schiefer; südlich von Mayen (evtl. bereits Polch)                                |      |      |
| Paul          | Hausen     | Coblenz    | 1883 (vor) |      |       | Schiefer                                                                         |      |      |
| Peter         | Hausen     | Coblenz    | 1883 (vor) |      |       | Schiefer                                                                         |      |      |
| Rathscheck    | Hausen     | Coblenz    | 1883 (vor) |      |       | Schiefer; durchschnittlich 45 Belegschaftsmitarbeiter                            |      |      |
| Reiff         | Mayen      | Coblenz    |            |      |       | Schiefer; zu Katzenberg                                                          |      |      |
| Sauerborn     | Mayen?     | Coblenz    | 1883 (vor) |      |       | Schiefer; südlich von Mayen (evtl. bereits Polch)                                |      |      |
| St. Catharina | Mayen?     | Coblenz    | 1883 (vor) |      |       | Schiefer; südlich von Mayen (evtl. bereits Polch)                                |      |      |
| Weising       | Mayen?     | Coblenz    | 1883 (vor) |      |       | Schiefer; südlich von Mayen (evtl. bereits Polch)                                |      |      |
| Zaunkönig     | Mayen?     | Coblenz    | 1883 (vor) |      |       | Schiefer; südlich von Mayen (evtl. bereits Polch)                                |      |      |

### Verbandsgemeinde Maifeld
| Name              | Ortsteil          | Bergrevier | Beginn     | Ende | Teufe | Anmerkungen                                                                                                | Lage | Bild |
| ----------------- | ----------------- | ---------- | ---------- | ---- | ----- | --- | ---- | ---- |
| Agnes             | Trimbs            | Coblenz    | 1883 (vor) |      |       | Schiefer                                                                                                   |      |      |
| Anna              | Trimbs            | Coblenz    |            |      |       | Schiefer                                                                                                   |      |      |
| Antonius          | Gering/Kollig     | Coblenz    | 1883 (vor) |      |       | Schiefer                                                                                                   |      |      |
| Antwies           | Gering/Kollig     | Coblenz    | 1883 (vor) |      |       | Schiefer                                                                                                   |      |      |
| Barbara           | Gering/Kollig     | Coblenz    | 1883 (vor) |      |       | Schiefer                                                                                                   |      |      |
| Barbara I-II      | Trimbs            | Coblenz    |            |      |       | Schiefer                                                                                                   |      |      |
| Bauer             | Trimbs            | Coblenz    |            |      |       | Schiefer                                                                                                   |      |      |
| Burberg           | Trimbs            | Coblenz    |            |      |       | Schiefer                                                                                                   |      |      |
| Grapp I-III       | Mertloch          | Coblenz    | 1883 (vor) |      |       | Schiefer                                                                                                   |      |      |
| Gute Hoffnung     | Trimbs            | Coblenz    |            |      |       | Schiefer                                                                                                   |      |      |
| Helfertsberg      | Einig             | Coblenz    | 1883 (vor) |      |       | Schiefer                                                                                                   |      |      |
| Hermann Joseph    | Trimbs            | Coblenz    |            |      |       | Schiefer                                                                                                   |      |      |
| Holzwiese         | Gering/Kollig     | Coblenz    | 1883 (vor) |      |       | Schiefer                                                                                                   |      |      |
| Honigsgraben      | Gering/Kollig     | Coblenz    | 1883 (vor) |      |       | Schiefer                                                                                                   |      |      |
| Hostert           | Trimbs            | Coblenz    |            |      |       | Schiefer                                                                                                   |      |      |
| Hundsley          | Trimbs            | Coblenz    |            |      |       | Schiefer                                                                                                   |      |      |
| Jacobi            | Gering/Kollig     | Coblenz    | 1883 (vor) |      |       | Schiefer                                                                                                   |      |      |
| Johannes          | Trimbs            | Coblenz    |            |      |       | Schiefer                                                                                                   |      |      |
| Joseph            | Ochtendung        | Coblenz    |            |      |       | Schiefer; im Nettetal bei Ochtendung                                                                       |      |      |
| Joseph            | Trimbs            | Coblenz    |            |      |       | Schiefer; nicht zu Verwechseln mit der Grube bei Ochtendung                                                |      |      |
| Katzenloch        | Trimbs            | Coblenz    |            |      |       | Schiefer                                                                                                   |      |      |
| Kelbach           | Trimbs            | Coblenz    |            |      |       | Schiefer                                                                                                   |      |      |
| Kirchley          | Ochtendung        | Coblenz    |            |      |       | Schiefer; im Nettetal bei Ochtendung                                                                       |      |      |
| Kretzersley I-II  | Trimbs            | Coblenz    |            |      |       | Schiefer                                                                                                   |      |      |
| Kuhstiefel        | Gering/Kollig     | Coblenz    | 1883 (vor) |      |       | Schiefer                                                                                                   |      |      |
| Margareta         | Polch-Nettesürsch | Coblenz    |            | 1996 |       | Schiefer; auch Margareta geschrieben (nicht zu verwechseln mit Margarethe); Betriebsphasen: -1986, 1992-96 | Lage |      |
| Margarethe        | Trimbs            | Coblenz    |            |      |       | Schiefer                                                                                                   |      |      |
| Maria             | Gering/Kollig     | Coblenz    | 1883 (vor) |      |       | Schiefer                                                                                                   |      |      |
| Michel            | Trimbs            | Coblenz    |            |      |       | Schiefer                                                                                                   |      |      |
| Morgensonne       | Trimbs            | Coblenz    |            |      |       | Schiefer                                                                                                   |      |      |
| Mühlberg I-IV     | Trimbs            | Coblenz    |            |      |       | Schiefer                                                                                                   |      |      |
| Müller            | Trimbs            | Coblenz    |            |      |       | Schiefer                                                                                                   |      |      |
| Nell              | Welling           | Coblenz    |            |      |       | Schiefer; im Nettetal bei Fraukirch                                                                        |      |      |
| Nicolaus          | Trimbs            | Coblenz    |            |      |       | Schiefer                                                                                                   |      |      |
| Nicolaus          | Gering/Kollig     | Coblenz    | 1883 (vor) |      |       | Schiefer                                                                                                   |      |      |
| Peter             | Trimbs            | Coblenz    |            |      |       | Schiefer                                                                                                   |      |      |
| Petersberg        | Trimbs            | Coblenz    |            |      |       | Schiefer                                                                                                   |      |      |
| Philippsberg I-II | Trimbs            | Coblenz    |            |      |       | Schiefer                                                                                                   |      |      |
| Rotterberg        | Gering/Kollig     | Coblenz    | 1883 (vor) |      |       | Schiefer                                                                                                   |      |      |
| Susanna           | Welling           | Coblenz    |            |      |       | Schiefer; im Nettetal bei Welling                                                                          |      |      |
| Trappestück       | Trimbs            | Coblenz    |            |      |       | Schiefer                                                                                                   |      |      |
| Wasserley         | Trimbs            | Coblenz    |            |      |       | Schiefer                                                                                                   |      |      |
| Werner            | Welling           | Coblenz    |            |      |       | Schiefer; im Nettetal bei Fraukirch                                                                        |      |      |
| Wiesplatz         | Gering/Kollig     | Coblenz    | 1883 (vor) |      |       | Schiefer                                                                                                   |      |      |
| Wilbert           | Trimbs            | Coblenz    |            |      |       | Schiefer                                                                                                   |      |      |
| Von Brewer        | Welling           | Coblenz    |            |      |       | Schiefer; im Nettetal bei Fraukirch                                                                        |      |      |

### Verbandsgemeinde Mendig
| Name       | Ortsteil | Bergrevier | Beginn | Ende | Teufe | Anmerkungen                       | Lage | Bild |
| ---------- | -------- | ---------- | ------ | ---- | ----- | --------------------------------- | ---- | ---- |
| Zieglowski | Mendig   | Coblenz    |        |      |       | Bims; 1,5 km nordöstl. von Mendig | Lage |      |

### Verbandsgemeinde Pellenz
| Name            | Ortsteil   | Bergrevier | Beginn   | Ende | Teufe  | Anmerkungen | Lage | Bild |
| --------------- | ---------- | ---------- | -------- | ---- | ------ | --- | ---- | ---- |
| Antonius        | Kettig     | Coblenz    | 1843     | 1852 | 32,7 m | Braunkohle; bei Weissenthurm und Kettig; 1. Schacht mit 31,4 m Teufe 2. Schacht mit 25,8 m Teufe; Hilfsschacht, 4. Schacht mit 32,7 m Teufe; im Distrikt Bungert Schacht mit 12,7 m Teufe; Betriebszeiten: 1843–1847, 1849–1852 |      |      |
| Hermann         | Gallenberg | Coblenz    |          |      |        | Braunkohle; bei Gallenberg; kein Betrieb |      |      |
| Meurin          | Kretz      | Coblenz    | 2/3. Jh. |      |        | Tuff |      |      |
| Oeynhausenzeche | Saffig     | Coblenz    | 1840     | 1848 | 32,5 m | Braunkohle; im Distrikt Leyendrisch; 6 Schächte mit max. Teufe von 11 m; Angelikaschacht – 25,3 m Teufe, Hilfsschacht mit 32,5 m                                                                                                |      |      |

### Verbandsgemeinde Rhein-Mosel
| Name          | Ortsteil           | Bergrevier | Beginn        | Ende | Teufe | Anmerkungen | Lage | Bild |
| ------------- | ------------------ | ---------- | ------------- | ---- | ----- | --- | ---- | ---- |
| Achenbach     | Kobern             | Coblenz    |               |      |       | Blei, Zink |      |      |
| Bertram I-IV  | Lehmen-Moselsürsch | Coblenz    | 1883 (vor)    |      |       | Schiefer |      |      |
| Dominicus     | Winningen          | Coblenz    |               |      |       | Eisen; Konzessionsfeld; auch Dominkus geschrieben |      |      |
| Marie         | Löf-Kattenes       | Coblenz    |               | 1868 |       | Weissbleierz, Bleiglanz, Zinkblende, Kupferkies; Stollen vom Moseltal (69 m lang) |      |      |
| Norbertus     | Kobern             | Coblenz    | 29. Nov- 1842 | 1880 |       | Spateisenstein, Brauneisenstein; im Eiligertal nördl. von Kobern; Oberstollen 21 m unterhalb der höchsten Kuppe des Mühlenkopffes am westl. Talhang oberhalb der Auersmühle in 100 m Höhe über dem Eiligerbach; Mittel- bzw. Nikolausstollen 35,6 m unterhalb des Oberstollens; Tiefer Stollen mit 78 m Länge am Zusammenfluss des Eiligerbach mit dem Solligerbach (Gang nicht gefunden); Kapellenbergstollen bei der Auersmühle 21 m unterhalb der Mittelstollensohle; weiterer Tiefer Stollen mit 570 m Länge im Dorf Kobern an der Mosel (44 m tiefer als der Kapellenstollen) |      |      |
| Schaefer      | Lehmen-Moselsürsch | Coblenz    | 1883 (vor)    |      |       | Schiefer |      |      |
| St. Lubentius | Kobern             | Coblenz    |               |      |       | Eisen; Konzessionsfeld |      |      |

### Verbandsgemeinde Vallendar
| Name        | Ortsteil  | Bergrevier  | Beginn | Ende | Teufe | Anmerkungen | Lage | Bild |
| ----------- | --------- | ----------- | ------ | ---- | ----- | ----------- | ---- | ---- |
| Bembermühle | Vallendar | Hamm (Sieg) |        |      |       | Blei        | ⊙    |      |

### Verbandsgemeinde Vordereifel
| Name                               | Ortsteil            | Bergrevier | Beginn       | Ende         | Teufe       | Anmerkungen | Lage | Bild |
| ---------------------------------- | ------------------- | ---------- | ------------ | ------------ | ----------- | --- | ---- | ---- |
| Barbara                            | Kehrig              | Coblenz    | 1883 (vor)   |              |             | Schiefer |      |      |
| Bausberg I                         | Kehrig              | Coblenz    | 1883 (vor)   | Mär. 1969    |             | Schiefer | Lage |      |
| Bausberg II                        | Kehrig              | Coblenz    | 1883 (vor)   | Mär. 1969    |             | Schiefer | Lage |      |
| Bendisberg                         | Langenfeld-St. Jost | Coblenz    | 1900         | 11. Mai 1957 | 81 m        | Blei, Zink, Kupfer; bei St. Jost; ehemals Hoffnung Bernardi et Susannae; 1938 Blindschacht; Oberer-, Mittlerer- und Unterer- bzw. Tiefer-Eisenheldstollen; Johannasstollen; bis zu 120 Belegschaftsmitglieder; Betriebszeiten: 1900–1904: 26. Apr. 1937- 1. Dez. 1940; 13. Dez. 1948-11. Mai. 1957 | Lage |      |
| Bleidelle                          | Langenfeld          | Coblenz    | 1905 (vor)   |              |             | Blei, Zink; bei Langefeld am Arftbach vor der Mündung in die Nette; ein Stollen |      |      |
| Elisabeth                          | Kehrig              | Coblenz    | 1883 (vor)   |              |             | Schiefer |      |      |
| Elzbach                            | Kehrig              | Coblenz    | 1883 (vor)   |              |             | Schiefer |      |      |
| Eschbach                           | Herresbach-Eschbach | Coblenz    | 1883 (vor)   |              |             | Kupfer, Schwefel; Versuchsarbeiten; kurzer Stollen; Gesenk |      |      |
| Geisenberg                         | Kehrig              | Coblenz    | 1883 (vor)   |              |             | Schiefer |      |      |
| Gertrudensglück I-III              | Kehrig              | Coblenz    | 1883 (vor)   |              |             | Schiefer |      |      |
| Gute Hoffnung Bernardi et Susannae | Langenfeld          | Coblenz    |              | 1859         |             | Blei, Kupferkies; bei St. Jost |      |      |
| Herfeld I, II                      | Monreal             | Coblenz    |              |              |             | Blei, Kupfer; auch Goldkaule genannt; Stollenbau |      |      |
| Kaiserglück                        | Kehrig              | Coblenz    | 1883 (vor)   |              |             | Schiefer |      |      |
| Johanna                            | Münk                | Coblenz    |              |              |             | Blei |      |      |
| Jung I                             | Boos                | Coblenz    | 7. Dez. 1869 |              |             | Blei, Zink, Kupfer; im Hexentanz; südwestl. von Silbersand |      |      |
| Kempen                             | Boos                | Coblenz    |              |              |             | Blei; bei Münk und Mannebach |      |      |
| Lüderich                           | Langenfeld-St. Jost | Coblenz    |              |              | 1957 (nach) | Blei, Zink |      |      |
| Maria                              | Kehrig              | Coblenz    | 1883 (vor)   |              |             | Schiefer |      |      |
| Neuholland                         | Kehrig              | Coblenz    | 1883 (vor)   |              |             | Schiefer |      |      |
| Nicolaus                           | Kehrig              | Coblenz    | 1883 (vor)   |              |             | Schiefer |      |      |
| Peter                              | Kehrig              | Coblenz    | 1883 (vor)   |              |             | Schiefer |      |      |
| Rhein-Mosel                        | Herresbach?         | Coblenz    |              | 1863         |             | Kupfer, Schwefelkies, Blei; 6–7 m langer Stollen |      |      |
| Silbersand                         | Ettringen           | Coblenz    | 1401         | 1959         | 110 m       | Blei, Zink, Kupfer, Spateisenstein, Silber; westl. des Schlackenkegels Hochsimmer; Betriebszeiten: 1401–1677, 1846–1914-06-01, 1957–1959 (Versuchsarbeiten); 1855 Louisenstollen, Maschinenschacht (Teufe ca. 110 m) sowie ein Förderstollen (Teufe ca. 33 m); Oberstollen mit 111 m Länge; Tiefer Loiuisenstollen mit 329 m Länge; Gesenk mit 20 m; Maschinenschacht 50,5 m unterhalb der Louisenstollensohle; 1850 - 250 Bergleute | Lage |      |
| Siebenbach                         | Siebenbach          | Coblenz    | 1883 (vor)   |              |             | Blei, Zink, Kupferkies, Schwefelkies, Brauneisenstein; östl. der hohen Acht |      |      |